# An Phú, Củ Chi
An Phú là một xã thuộc huyện Củ Chi, Thành phố Hồ Chí Minh, Việt Nam.
Xã An Phú có diện tích 24,32 km², dân số năm 2021 là 11.426 người,  mật độ dân số đạt 469 người/km².
Tiền thân của xã An Phú là xã Phạm Văn Cội 2, thành lập ngày 20 tháng 5 năm 1976 từ phần đất cắt ra của 2 xã An Nhơn Tây và Phú Mỹ Hưng cùng huyện. Ngày 11 tháng 7 năm 1983, xã Phạm Văn Cội 2 được đổi tên thành xã An Phú như hiện nay.